# سومرفیلد (کانزاس)
سومرفیلد (به انگلیسی: Summerfield) شهری در ایالت کانزاس کشور ایالات متحده آمریکا است که جمعیت آن در سرشماری سال ۲۰۱۰ میلادی، ۱۵۶ نفر بوده‌است.